# Dig Your Own Hole
| Recensione           | Giudizio |
| -------------------- | -------- |
| AllMusic             | [ 8 ]    |
| Chicago Tribune      | [ 9 ]    |
| Entertainment Weekly | A        |
| The Guardian         | [ 11 ]   |
| NME                  | 8/10     |
| Pitchfork            | 8.4/10   |
| Q                    | [ 14 ]   |
| Rolling Stone        | [ 15 ]   |
| Spin                 | 8/10     |
| The Village Voice    | A−       |

Dig Your Own Hole è il secondo album del gruppo britannico The Chemical Brothers, pubblicato il 7 aprile 1997 dalla Virgin Records.

## Il disco
L'album ha riscosso un ottimo successo nel Regno Unito, raggiungendo la prima posizione in classifica. È stato promosso da singoli di gran seguito come Elektrobank e Setting Sun. Per quest'ultima il duo ha collaborato sia nella scrittura del pezzo sia nella registrazione con Noel Gallagher degli Oasis.

## Tracce
1. Block Rockin' Beats – 5:14 (Tom Rowlands, Ed Simons, Jesse Weaver)
2. Dig Your Own Hole – 5:27 (Tom Rowlands, Ed Simons)
3. Elektrobank – 8:18 (Tom Rowlands, Ed Simons, Keith Murray, Ali Friend)
4. Piku – 4:54 (Tom Rowlands, Ed Simons)
5. Setting Sun (featuring Noel Gallagher) – 5:29 (Tom Rowlands, Ed Simons, Noel Gallagher)
6. It Doesn't Matter – 6:14 (Tom Rowlands, Ed Simons, Paul Conley, John Emelin, Tom Flye, Rusty Ford, Kim King)
7. Don't Stop the Rock – 4:48 (Tom Rowlands, Ed Simons, Tony Butler)
8. Get Up on it Like This – 2:48 (Tom Rowlands, Ed Simons, Quincy Jones)
9. Lost in the K-Hole – 3:51 (Tom Rowlands, Ed Simons)
10. Where Do I Begin (featuring Beth Orton) – 6:51 (Tom Rowlands, Ed Simons)
11. The Private Psychedelic Reel – 9:28 (Tom Rowlands, Ed Simons, Jonathan Donahue)

## Classifiche
| Classifica (1997) | Posizione massima |
| ----------------- | ----------------- |
| Australia         | 3                 |
| Austria           | 26                |
| Belgio (Fiandre)  | 7                 |
| Belgio (Vallonia) | 8                 |
| Canada            | 4                 |
| Finlandia         | 14                |
| Francia           | 24                |
| Germania          | 25                |
| Italia            | 23                |
| Norvegia          | 4                 |
| Nuova Zelanda     | 2                 |
| Paesi Bassi       | 23                |
| Regno Unito       | 1                 |
| Spagna            | 15                |
| Stati Uniti       | 14                |
| Svezia            | 3                 |
| Svizzera          | 30                |